# Susan Goldberg
Susan Goldberg – amerykańska dziennikarka oraz redaktor naczelna amerykańskiego wydania magazynu National Geographic. Susan Goldberg kieruje magazynem National Geographic od 2015 roku. Jest pierwszą kobietą w historii, która objęła to stanowisko od 1888 roku, czyli od utworzenia National Geographic Society. Jest dziesiątym redaktorem naczelnym.
Za czasów jej kadencji National Geographic został wyróżniony wieloma nagrodami, między innymi National Magazine Award za najlepszą stronę internetową oraz za najlepszy magazyn reportażu. National Geopgraphic otrzymało nagrodę George Polk Award również za magazyn reportażu. W 2015 roku Susan Goldberg odebrała nagrodę Exceptional Woman in Publishing Award. W 2017 roku magazyn National Geographic znalazł się wśród finalistów nagrody Pulitzera za artykuły dotyczące gender